# Birutė Vainiūnaitė
Birutė Vainiūnaitė (* 7. November 1947) ist eine litauische Pianistin und Musikpädagogin, Professorin an der Litauischen Musik- und Theaterakademie.

## Leben
Von 1965 bis 1970 absolvierte sie das Studium bei Mariam Azizbekova an der Lietuvos valstybinė konservatorija in Vilnius und von 1970 bis 1972 die Kunstaspirantur am Konservatorium in Moskau. Von 1975 bis 1976 bildete sie sich weiter am Konservatorium Paris bei Vlado Perlemuter. 
Sie lehrt als Professorin im Klavierlehrstuhl an der Musikfakultät der Litauischen Musik- und Theaterakademie. 
Ihr Vater war Komponist Stasys Vainiūnas (1909–1982). Ihre Schwester Audronė Vainiūnaitė (* 1942) ist Geigerin.

## Preise
- 2009: Vyriausybės kultūros ir meno premija